# Уотлинг-стрит
Уотлинг-стрит (англ. Watling Street) — название древней дороги в Англии и Уэльсе, использующейся до наших дней. Изначально проходила между современными городами Кентербери и Сент-Олбанс. В настоящее время идёт от Дувра через Лондон до Роксетера.

## История
Первыми, кто использовал эту дорогу, были кельты. Их дорога проходила между городами Кентербери и Сент-Олбанс.
Позже римляне проложили дорогу между Дувром и Лондоном, описываемую в Antonini Itinerarium как дорога Inter III. Также была проложена большая дорога от Адрианова Вала, проходящая через Вирокониум (теперь Роксетер), Летоцетум (теперь Уолл), Мандуэсседум (теперь Манчестер), Венонис (теперь Хай-Кросс), Лактодорум (теперь Тоустер), Стоуни Стратфорд, Магиовиниум (теперь Фенни-Стратфорд), современный Милтон-Кинс, Дурокобривис (теперь Данстейбл), Веруламий (теперь Сент-Олбанс) до Лондона, включая в себя старую кентскую дорогу. Эта дорога получила официальное название Inter II. Другая часть дороги Inter II связала Рокстер с Честером и северным Уэльсом. Однако уже тогда считалось, что Уотлинг-стрит идёт от Дувра до Рокстера.
Название „Wæcelinga Stræt“, данное дороге англосаксами, которое позже переродилось в „Watling street“, можно перевести как «Дорога для чужих людей». Слово „Wæcel“ в их языке значило «чужой», «иностранец», и здесь упоминается для обозначения жителей Уэльса. Таким образом, изначально название Уотлинг-стрит было дано части дороги, шедшей от Лондона на северо-запад. От Кентербери до Лимпна (Леманиса), на протяжении 12 миль, дорога была вымощена булыжником.
В 61 году в стороне от дороги, предположительно в графстве Шропшир, произошла знаменитая битва между войсками римского военачальника Гая Светония Паулина и восставшими кельтами королевы Боудикки, после которой восстание было подавлено.
С 889 года дорога была границей между англосаксонской и датской (Денло) частями Англии, пока в 917 году Денло не была захвачена англичанами при уэссекском короле Эдуарде Старшем, сыне Альфреда Великого.

## Современность

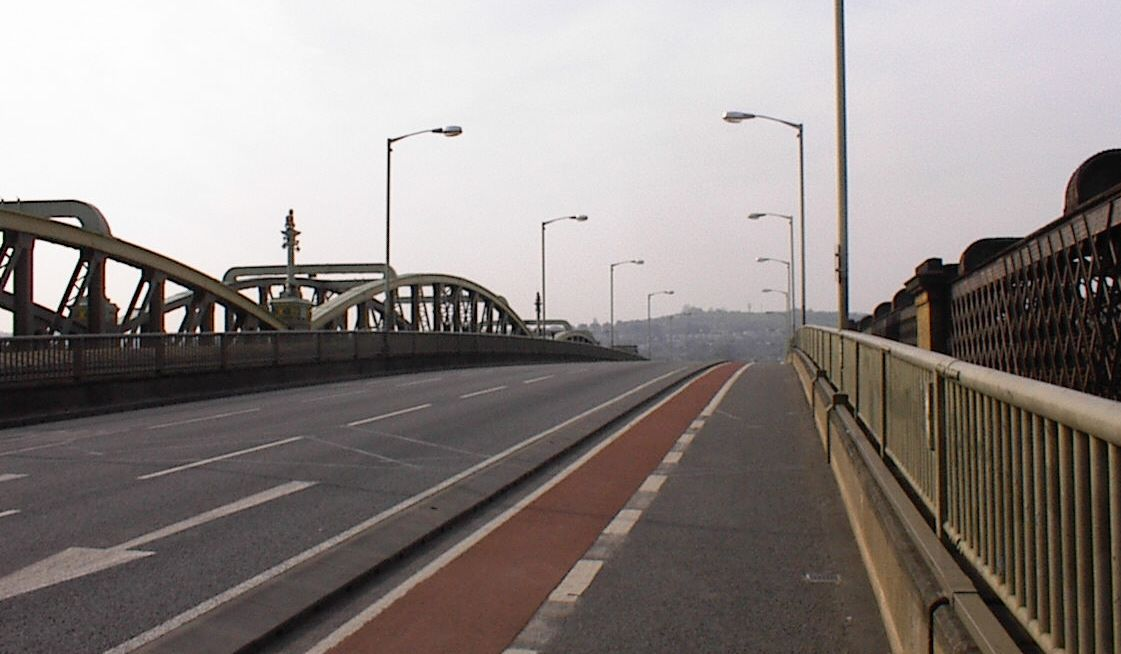
Современный мост на Уотлинг-стрит при пересечении реки Медуэй в Рочестере

В настоящее время Уотлинг-стрит состоит из двух трасс: автодороги А2 из Дувра до Лондона и автодороги А5 из Лондона до Рокстера. Большая часть мощеной римлянами дороги от Кентербери используется и сейчас в качестве дороги B2068, соединяющей город с автомагистралью М20.

## Комментарии
1. ↑  Дорожный указатель относится к находящейся справа за изгородью автодороге A5[англ.].